# Djebel Faya
Djebel Faya (arabe : جَبَل ٱلْفَايَة (Jabal Al-Fāyah)) est un relief calcaire et un site préhistorique situés près d'Al Madam, dans l'émirat de Charjah, aux Émirats arabes unis, à environ 50 km à l'est de la ville de Charjah et à l'ouest des monts Hajar. Le site a livré des assemblages d'outils lithiques datés du Paléolithique et du Néolithique. Les vestiges les plus anciens ont été datés en 2011 de 125 000 ans avant le présent (AP), ce qui était à l'époque la plus ancienne trace connue attribuée à Homo sapiens en dehors d'Afrique. La publication en 2018 de la découverte du fossile humain de Misliya, en Israël, a repoussé cette ancienneté d'environ 60 000 ans.
Les vestiges issus des fouilles de Djebel Faya et des fouilles environnantes sont exposés au centre archéologique de Mleiha.

## Historique
Les premières fouilles à Djebel Faya ont été menées de 2003 à 2010 par une équipe internationale. Une équipe allemande a également mené des fouilles de 2009 à 2013. Des fouilles complémentaires ont étudié le contexte environnemental et géologique du site de 2011 à 2015. Après la publication des découvertes paléolithiques de Djebel Faya en 2011, la période néolithique du site a été publiée en 2013.

## Description
Djebel Faya est un relief calcaire d'environ 10 km de long situé dans la région intérieure de l'émirat de Charjah. Le site archéologique lui-même est noté FAY-NE1 ; c'est un abri sous roche situé à l'extrémité nord-est de Djebel Faya. Les archéologues ont creusé plusieurs tranchées sur le site, avec une superficie de plus de 150 m2 fouillés au total. La séquence archéologique est profonde de 5 m, et comprend des couches du Néolithique et du Paléolithique,.

## Contexte environnemental
Les occupations paléolithiques de Djebel Faya ont été reliées à des périodes humides dans le sud de l'Arabie, au cours desquelles la ressource en eau et la couverture végétale de la région auraient augmenté et permis une occupation humaine. En 2013, Bretzke et al. a analysé la coupe de sédiments des tranchées à FAY-NE1. Alors que les couches A, B et C montraient des signes de végétation, les couches dépourvues de vestiges archéologiques montraient au contraire des signes de sécheresse. Des études supplémentaires sur les dépôts sédimentaires éoliens et les dépôts lacustres dans la région ont soutenu cette théorie selon laquelle les périodes humides ont offert des opportunités de dispersion humaine dans le sud de l'Arabie.

## Stratigraphie

### Niveaux paléolithiques
Les couches paléolithiques de FAY-NE1 ont été décrites pour la première fois par Armitage et al. en 2011 et ont été datées par la méthode de la luminescence optiquement stimulée (LOS) à un seul grain. Les horizons sont les suivants, de haut en bas,, :

#### Assemblage A
Il est daté d'environ 40 000 ans AP. Les outils collectés comprennent des burins, des pièces retouchées, des grattoirs, des racloirs et des denticulés.

#### Assemblage B
Il n'est pas encore daté. Les outils collectés ressemblent à ceux de l'assemblage A.

#### Assemblage C
Il est daté d'environ 125 000 ans AP. Les outils collectés comprennent de petits bifaces, des pointes foliacées, des grattoirs et des grattoirs latéraux, et des denticulés. La méthode Levallois n'a été trouvée que dans l'assemblage C.
Les assemblages paléolithiques sont également présents dans les niveaux D et E, mais n'ont pas été présentés en détail en raison d'un petit nombre de découvertes.

### Niveaux néolithiques
Les niveaux néolithiques du site sont constitués d'environ 1 mètre de sédiments. Une couche de sable au-dessus de l'assemblage A sépare la couche néolithique du Paléolithique. Cette couche, attribuable au Mésolithique, contient des pointes de flèches dites de Faya et des fragments de coquillages, datés d'environ 7500 av. J.-C. Hans-Peter Uerpmann et al. attribue ces artéfacts à la première réoccupation du site depuis son dernier abandon au Paléolithique. Les couches au-dessus de ce niveau de sable sont moins claires et n'ont pas fourni d'informations significatives sur l'occupation du site au Néolithique.

## Analyse
Bien qu'aucun fossile humain n'ait été trouvé à Djebel Faya, Armitage et al. a soutenu l'idée que les artéfacts de l'assemblage C, datés de 125 000 ans AP, ont été produits par Homo sapiens. En effet, l'assemblage C ressemble davantage à la technologie connue à la même époque en Afrique de l'Est et du Nord-Est qu'à la technologie trouvée sur d'autres sites de la péninsule arabique. Les plus anciens vestiges de Djebel Faya ont donc permis de soutenir l'idée d'une dispersion précoce d'Homo sapiens depuis la Corne de l'Afrique à travers le sud de l'Arabie. Ils pourraient être la preuve d'une voie de dispersion précoce hors d'Afrique, que les humains auraient pu suivre jusqu'en Asie du Sud,. Cependant, l'assemblage C n'étant pas accompagné de fossiles humains, il ne suffit pas à prouver la présence d'Homo sapiens sur le site dès cette époque.
Les études sur le contexte environnemental de Djebel Faya ont indiqué le potentiel de dispersion humaine hors d'Afrique pendant les périodes humides dans le sud de l'Arabie. Ces périodes coïncident avec les occupations de FAY-NE1 et forment un cycle d'occupation et d'abandon du site en fonction de la présence de l'eau et de la végétation,,,. Cependant, si ces études démontrent l'attractivité du site en période humide, le débat reste ouvert sur l'identité de ses occupants.
En raison de leur différence avec toute autre industrie connue du Paléolithique moyen et supérieur, les assemblages A et B ont été considérés comme des développements locaux, ce qui, faute de fossiles humains associés, ne permet pas d'avancer d'hypothèses sur le ou les groupes humains qui en sont les auteurs.

## Protection
Le « paléo-paysage de Faya » est inscrit sur la liste du patrimoine mondial en 2025 par l'UNESCO.